# دينج شياو بينج
دنغ شياوبنغ (بالصينية: 邓小平) (22 أغسطس 1904 ـ 19 فبراير 1997) سياسي ومنظّر وقائد صيني، في عهد رئاسته للبلاد، قاد الصين (بين عامي 1978 و1992) نحو تبني اقتصاد السوق. تولى قيادة الحزب الشيوعي الصيني بعد إطاحته بهوا جيو فينج. له نبوءة بأن الصين تحتاج إلى نصف قرن لاستكمال عملية التحديث والسيطرة السياسية والاقتصادية. كانت هذه النبوءة في عام 1978 عندما كانت الصين دولة غير متقدمة في الكثير من المجالات. وبذلك سوف ينتهي نصف القرن في العام 2028.
بعد تبوّء ماو تسي تونغ في الثورة الصينية عام 1949 فكان يحكمها ومعه نحو 26 من القيادات الثورية السياسية والعسكرية. وبعد استتباب الثورة الصينية وجاء عهد دينج شياو بينج بدأ هذا في أواخر السبعينيات والثمانينيات من القرن الماضي في إرسال البعثات إلى البلاد الغربية لتعلم الهندسة والاقتصاد وطرق الإدارة الحديثة بغرض التطوير الاقتصادي في البلاد. واعتمد على هؤلاء الذين يسمون «تكنوقراطيون» في حل مشاكل الصين الشعبية والتطور بها وتشغيل الصينيين، فكان التكنوقراطيون خير نخبة يعتمد عليها في حل المشاكل في الصناعة والتطوير العملي والانتقال من مجتمع زراعي بحت إلى مجتمع صناعي. وبعد عام 1985 المجلس المركزي - وهو أعلى مجلس نابع من الحزب الشيوعي - يغلب فيه التكنوقراطيون عن غيرهم من النواب. وأصبحت المجموعة الحاكمة معظمها من التكنوقراطيين وساروا على هذا السبيل حتى يومنا هذا. فالمجموعة الحاكمة في الصين هم حاليا من أكثر السياسيين على مستوى العالم النابغون في العلوم الهندسية والاقتصادية والإدارة، وتعليمهم كان بصفة رئيسية في العالم الغربي، ولا يزالون يرسلون البعثات إلى أحسن كليات الاقتصاد والعلوم والهندسة في بريطانيا، والولايات المتحدة الأمريكية لاكتساب المعرفة وإدخالها إلى الصين الشعبية.
خلفه في زعامة الحزب الشيوعي الصيني جيانج تسه مين.

## نسبه

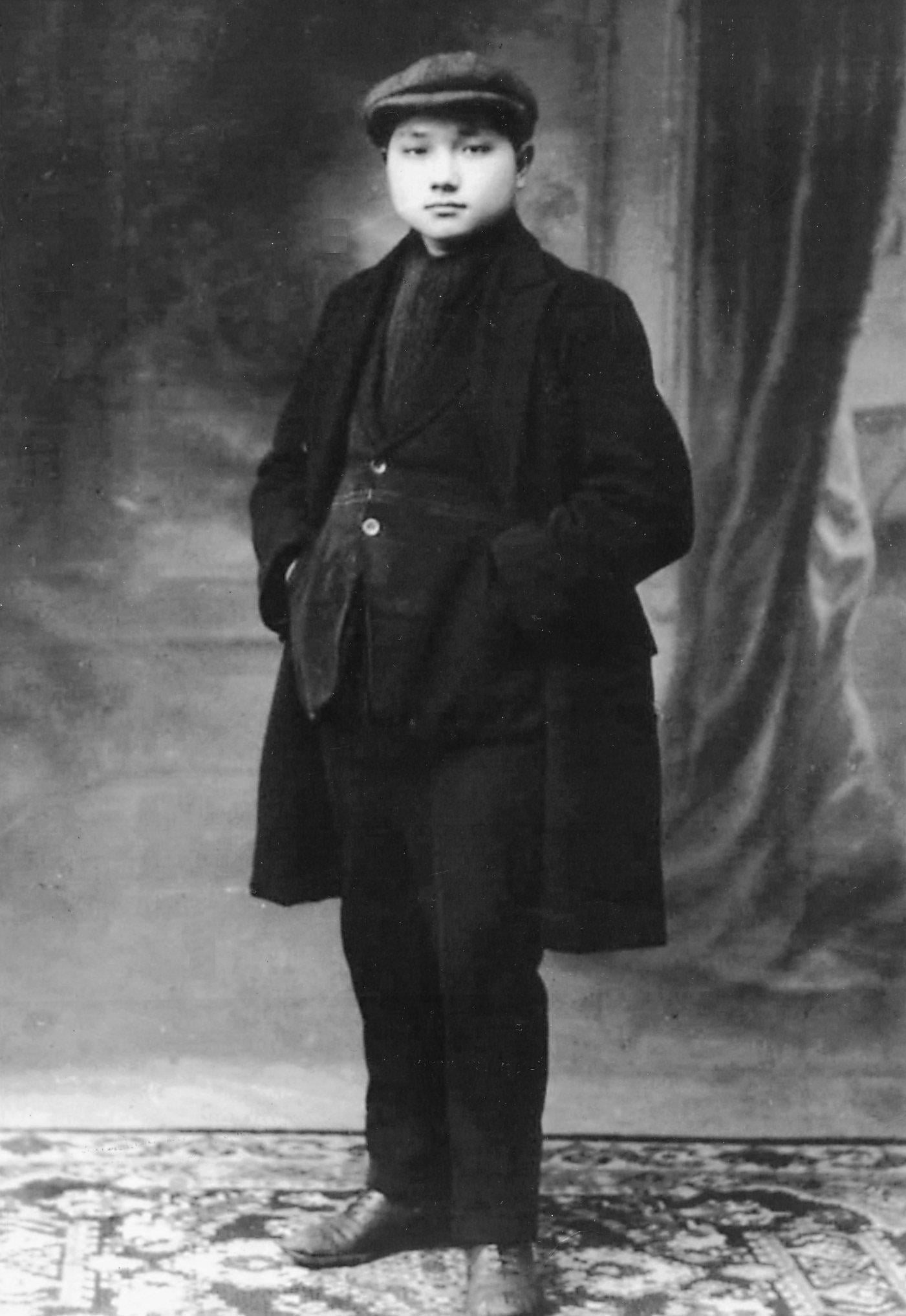
دينج في سن العشرين بمدينة ليون الفرنسية حيث اكتشف الشيوعية واعتنقها

ينحدر من أسرة لا يزال يذكرها المسنون في قريته ويتحدثون إلى الشباب عنها؛ لأنها في بداية القرن العشرين كانت تزهو بأنها على صلة بالقصر الإمبراطوري. فجده الأعلى كان من كبار موظفي البلاط، وكذلك كان ابنه ثم الحفيد. ومن يشغل هذا المنصب في الصين آنذاك كان لزاما عليه أن يتخطى بنجاح عدداً من الاختبارات القاسية والمؤلمة والدقيقة التي لا يتحمل أخطارها ورهبتها إلا من تشربت خلايا جسمه حتى النخاع تعاليم الكونفوشيوسية القديمة، حتى يكون جلداً وصبوراً وحصيفاً وجديراً بخدمة الإمبراطورالذي كان يطلق عليه الناس في ذلك الوقت ابن السماء كما كانوا يظنون، ولكي يقوى على التصدي لخبائث البرابرة الغربيين الأجانب الذين يستجدون في البداية تجارة مع المملكة السماوية ثم يمكرون بها إن استطاعوا.

## حياته
إن دينج شياو بينج هذا الرجل القصير القامة والمستدير الوجه سارت حياته مواكبة لسنوات القرن كله أو تكاد. فقد ولد في سنة 1904، ومات في سنة 1997 . تنقل خلالها بين العصر الإمبراطوري، والهجمة الاستعمارية الشرسة، والحرب الأهلية المستعرة، والمجاعة المهلكة، والبلايا المحدقة، واشترك في كفاح ماو وإقامة نظامه الشيوعي، وشهد ثورة التطهير الثقافي واكتوى بنيرانها، ونجا من الإعدام بعد أن كان على بعد خطوات منه، وأطبقت عليه أحداث ما بعد ماو بصراعاتها ومؤامراتها وقلاقلها تبتغي رقبته أو كتم أنفاسه. ولكنه في كل مرة كان يشب أو يطفو، ويبرز عاليا ثم يخبو، إلى أن قدر له في النهاية أن يقود دولته التي يسكنها خمس سكان الكرة الأرضية من البشر (أكثر من مليار وربع مليار نسمة آنذاك)، وأن يدخل بهم في منعطف جديد يليق بمكان الصين ومكانتها، ونظرتها إلى نفسها وإلى العالم، ونظرة العالم إليها وتوقعاته منها في القرن الحادي والعشرين.

في عام 1920 ترك الشاب دنج قريته ورحل إلى ميناء شنغهاي. فتعلم شيئاً من اللغة الفرنسية أتاح له الحصول على منحة دراسية في فرنسا مع مجموعة من الشباب أقرانه. وعن هذه المنحة قال فيما بعد: 
.
فقد كانت غربته قاسية كثيرة المتاعب لسوء الأحوال الاقتصادية في فرنسا آنذاك. إذ لم يكن من الميسور على طالب مثله أن يجد عملاً مناسباً لبعض الوقت. فاضطر إلى قضاء خمس سنوات متنقلا بين أعمال بسيطة مثل: الخدمة في مصنع للأسلحة، أو بالفنادق، أو بالسكة الحديد، أو في مصنع للأحذية المطاطية.
و هناك - في فرنسا - أحب لعبة البريدج، ونفوق في ممارستها، وبلغ حبه لها أن رهن يوما معطفه ليتمكن من شراء تذكرة دخول لمشاهدة مباراة فيها!
و انضم في تلك الفترة إلى تنظيم البروليتاريا، فأصبح عضواً في تشكيلات الطبقة العمالية، وتعلم شيئاً عن الشيوعية من عمال المصانع اليساريين في فرنسا.
و في عام 1922 انضم إلى تنظيم الشباب الشيوعي، وتولى مهمة نسخ وتوزيع نشرات أخبار الحزب، ويسر له ذلك السفر إلى موسكو لدراسة الماركسية اللينينية في عام 1926 . فلما عاد إلى الصين نشط في الدعوة إلى أفكاره الجديدة بدعم من السوفييت في موسكو.
و في أقصى الجنوب الصيني التقى بماو تسي تونغ؛ فنشأت بينهما صداقة وطيدة دعمها نفور الاثنين من التدخل المباشر لموسكو في شئون الحزب الشيوعي الصيني في شنغهاي، وتوجيهها لمساره حتى يمضي وفقا لمشيئتها وبأسلوبها. ولما كان دينج رافضا لهذا الأسلوب فقد آزره ماو في فكره ومنهاجه وهو موقن بصوابه.
و اشترك الاثنان معا في تكوين قاعدة للجيش الأحمر بين عام 1931 وعام 1935 في جنوب منطقة جيانجشى؛ فقويت أواصر الألفة والصداقة الحميمية بينهما. ولكن الصراع داخل الحزب - الذي كانت تغذيه موسكو - أدى بأنصارها إلى إبعاد كل من ماو وصديقه دينج عن المواقع القيادية في البلاد.
و في هذه الأثناء انفصلت عن دينج زوجته الثانية جين (ولا يعرف حتى الآن شيء يذكر عن زوجته الأولى)، فارتبطت على الفور بزعيم المناوئين له والمتشددين ضده.
و على الرغم من اعتصاره في جلسة نقد وتأنيب وضغط نفسي شديد إلا أنه لم يوافق على مفارقة ماو أو التخلي عن آرائه وتعضيده، فلقى عنتاً مؤلماً من أكابر القوميين الغلاة.
ثم تغير الحال والمصير بعد عام 1934 على أثر نجاح المسيرة الكبرى  التي خاضها ماو ، وانضم إليها الجيش الأحمر من جيانجسى ، وقطع فيها مسافة 12000 كم من الجنوب إلى الشمال في قرابة عام كامل ، وهلك في الطريق من بينهم نحو تسعين ألف جندي. لكن هذه المسيرة ضمت إليها طوال زحفها مئات الآلاف من المواطنين الناقمين على الفساد والأوضاع المتردية في الصين؛ وهي المسيرة التي أفرزت أبطال وقيادات الشيوعيين الصينيين فيما بعد، وصار ماو من بعدها الزعيم القائد الذي لا يجادله ولا يعارضه أحد.
التقى دينج في مدينة ينان بزوجته الثالثة زهو-لين التي أنجب منها ثلاث بنات وغلامين، ولكن الحرب الدموية التي دارت رحاها وامتزج نزيفها بجراح الغزو الياباني المسلح لم تترك لدينج وقتا للاستمتاع بدفء الأسرة أو حتى بدفء مكان هادئ يقيم فيه.
و في عام 1940 طلب من ماو أن يعود بأسرته إلى مسقط رأسه في قريته بيفانجكون بعد إبلاغه بأن مجهولين اغتالوا أباه واحتزوا رأسه. فلما منى اليابانيون بهزيمة كسرت شوكتهم في عام 1945، بادر دينج بالنزوح إلى وسط الصين على رأس فرقة مسلحة فأجبر القوميين على الانسحاب ممهداً الطريق لماو كي يحرز انتصاره في أكتوبر 1949 .
و بإعلان قيام جمهورية الصين الشعبية علا نجم دينج وتسارع صعوده؛ فبعد أن كان ترتيبه الثامن والعشرين في التسلسل القيادي للحزب الشيوعي في عام 1945، أصبح في عام 1956 السكرتير العام للحزب، وأحد النواب الأوائل الاثنى عشر للرئيس ماو .
و في العام نفسه تولى نيكيتا خروتشوف سلطة الرئاسة في الاتحاد السوفييتي بموسكو، وانتقد بشدة أعمال ستالين اللاإنسانية أمام الاجتماع العشرين السري لمؤتمر الحزب. ومن هذا الموقف السوفييتي تعلم دينج درساً ظل عالقاً بذاكرته إلى آخر عمره ألا وهو:نبذ عبادة الأشخاص أياً كانوا ومهما فعلوا أو علوا علواً كبيراً. ونقل هذا الدرس إلى ماو بعد عقد من الزمن، لكنه دفع هو الثمن؛ إذ كان سبباً في تحريك الحرس الأحمر نحو ما عرف بالثورة الثقافية الطائشة الباطشة.
كان دينج إلى ذلك الحين مخلصاً كل الإخلاص لماو، ومصدقا لما معه من فكر ورأي ومنهاج؛ وبينما كان ماو مشغولا بتجريع منافسيه سم التطهير من جراثيم اليمينية المعدية، كان دينج يجمع وينظم حملة بلا رحمة ضد ما يقرب من نصف المليون من رفاقه العقائديين المناهضين لسياسة الزعيم. ولقد أثنى ماو على ما فعل؛ فعندما كان في زيارة لموسكو في عام 1957 انتحى جانباً متحدثاً مع نيكيتا خروتشوف وقال له وهو يشير من بعيد إلى دينج: 
.
مع ذلك، كان من ثمرة تلك الصداقة الحميمة بينهما واحدة من أكبر المآسي البشرية في القرن العشرين وفي تاريخ الصين كله؛ فقد أهلك من الشعب الصيني ما بين ثلاثين إلى أربعين مليونا نتيجة القفزة الكبرى للأمام التي اختطفها ماو ونفذها بكل جبروت وعنف، وهي القفزة التي حققت ما يعادل إنتاج بريطانيا الصناعي آنذاك في المستوى الإنتاجي العام في مدى خمسة عشر عاما. فقد كانت محاولة من ماو لإثبات أن الدولة الغارقة في الفقر تستطيع - إن أرادت بحزم وعزم وقوة - أن تطفو من القاع وتعلو إلى مستوى رفيع مرتفع من التقدم والتمدن.
لكن التطبيق العملي غير العلمي في مجال الزراعة، واستخدام تكنولوجيات عقيمة كانا من العوامل الرئيسية التي شوهت تلك القفزة الكبرى التي حولت الصين إلى دولة كبرى حقاً، لكنها تحتوي على مناطق شاسعة متناثرة مجدبة أو غير منتجة، تئن من الفاقة ومن آلام الجوع، وأهلكت عشرات الملايين.
و لم يستطع أحد من القيادات أن يبريء نفسه أو يعفيها من المسؤولية: لا رئيس الوزراء شو - إن لاي الذي كان متشككاً في جدوى التعاونيات فالتزم الصمت المهذب، ولا القيادي بحسن السجايا ونبل النوايا الرئيس ليو شاوكى الذي انسحب متوارياً إلى جزيرة هينان تجنباً للإفصاح عن أسباب المجاعة. أما دينج نفسه فقد أعلن في تملق وزعم مداهن: 
 . فأغاظ بقوله الجوعى في مقاطعته، وهاجموا بيته وكادوا يحطمونه.
و رفض ماو أن يصدق فحوى التقارير التي رفعت إليه، فجاء تعليقه عليها ساخراً: 

و ما إن حل عام 1961 حتى وقع ما هو أسوأ من هلاك الناس من فرط الجوع؛ فقد حدث أن الصين ذاتها كانت على حافة الانهيار، وحينذاك أعلن ليو - الذي كان رئيسا بالاسم فقط لكنه كان معارضا في بعض الفترات لآراء ماو ، الذي اضطره في النهاية إلى الاعتراف بأخطائه عند محاكمته ثم سجنه - أن الوقت قد حان للقيام بقفزة اقتصادية صينية في اتجاه آخر، وتضامن معه دينج ، وساعده في تنفيذ خطة للإصلاح الاقتصادي، وأعلن في أثناء زيارة لمدينة جوانجزهو على الملأ:
. وكان يقصد بذلك أن أي طريقة لمعالجة الأمور المتردية يمكن تجربتها إذا كانت ستؤدي إلى طرد المخاوف وإطعام الناس. لكن هذه الكلمات ذاتها التي جاهر بها استخدمت ضده فيما بعد.
ظل ماو يصدر أوامره بتجربة محاولات زراعية أخرى ساذجة، تاركاً لكل من ليو ودينج تصريف أمور البلاد والسياسات في اتجاه آخر.
و ذات مرة استشاط ماو غضباً من محاولاتهما البيروقراطية لإرضاء الجماهير الصينية الغفيرة فصاح محنقاً: 
 ولم يملك في النهاية إلا الاعتراف بأن الصين تنهشها المجاعة وتوشك على الهلاك. لكنه لم يغفر لهما أبداً تخليهما عن مدافعة النقد الذي وجه إليه في تلك المحنة. فلما زاد سخطه عليهما، لام دينج على أنه يتجنب الجلوس إلى جواره في الاجتماعات.
و في عام 1962 اتهم ليو ودينج، وصرح متوعداً لهما: 
. فجاء انتقامه متأخراً بعض الشيء مع الثورة البلوريتارية الثقافية في عام 1966 ؛  فقد ارتفعت لافتات ضخمة كتب عليها بحروف كبيرة: انسفوا رءوس القيادات العفنة. فكان هجوم ماو على الحزب، وإبعاد ليو ودينج. فظفرت جيانغ كينغ - زوجة ماو الراديكالية المتنمرة - بفرصتها لافتراس دينج بحجة إصلاح الثقافة الصينية وتطهيرها من الفساد فحولت دار الأوبرا التقليدية إلى مساخر للدعاية الفجة.
اتهم دينج بالفاشية والخيانة وبطائفة من الجرائم الأخرى، وقدم مع ليو للمحاكمة العلنية في شهر أغسطس لعام 1967 . وفي إحدى الجلسات لتلك المحاكمة كسرت ساق ليو ثم مات سنة 1969 في سجن مؤقت بمدينة كيفنج . وخلال المحاكمة وصف رجال الحرس الأحمر دينج - الذي أنشأ هذا الحرس الأحمر - بأنه متسول الرأسمالية و خائن وفاشي، وظل الهجوم السافر عليه لبضع ساعات وهو صامت محتقن الوجه من الغيظ، وكل ما فعله أن نحى عن أذنيه سماعة التقاط الأصوات إذ كان سمعه قد ضعف. والذي نجا رأسه من القطع بقية من الذكريات القديمة - عن مواقفه أثناء الحرب الأهلية - مست مشاعر ماو  ، فاكتفى بتسفيه معارضة صديقه القديم وسمح لدينج وزوجته بالمعيشة في بيتهما بالعاصمة تحت حراسة مشددة ومراقبة مستمرة لمدة عامين، ثم أمر بترحيلهما إلى الجنوب حيث الإقامة داخل القاعدة الثورية القديمة في مدينة جيانجشي. فسكنا جانباً من مدرسة مهجورة للمدفعية، وأُلزما بالعمل نهاراً في مصنع للجرارات.
و أشد ما أحزنهما في تلك الفترة هو موت الشقيق الأصغر لدينج، بعد أن دفعه الحرس الأحمر إلى الانتحار، ثم إصابة ولدهما دنج بوفانج - طالب الفيزياء بجامعة بكين - إصابة أعجزته، فقد زُعم أنه سقط من نافذة بالدور الرابع بالجامعة، وقيل إن الطلبة الشيوعيين الماويين المتطرفين هم الذين دفعوه نحوها عُنوة فأصيب بكسر في عموده الفقري مما أدى إلى الشلل.
أمضى دينج فائض وقته بهذا المنفى الكئيب في القراءة، والمشي في ممرات البيت، وفي التفكير المتواصل فيما تحتاجه الصين، ومراجعة الحسابات وسابق التقديرات لبلده للخروج بالبلاد من انتكاستها، والنهوض بها عفية من كبوتها.
```
وواتته اللحظة المناسبة في عام 1973 حين ضعفت قوة الحرس الأحمر، وأدرك الجيش أن من واجبه التدخل لتدعيم وحماية المواقع المدنية مع تصاعد السخط الشعبي العام في الصين. وخشي 
ماو 
من تفاقم سطوة جيش التحرير الشعبي الذي أضرم نيران الثورة الثقافية ومحارق التطهير؛ فرأى أن 
دينج
 - الذي كان لا يزال يحظى باحترام العسكريين - هو وحده القادر على كبح جماح المتطرفين والحد من غلوائهم.
[
22
]
```

و فوجيء المدعوون إلى حفل أقيم لاستقبال الأمير الكامبودي سيهانوك، بدخول ابنة أخت ماوتسي تونج إلى القاعة نتأبطة ذراع دينج شياو بينج، فدوت الأكف بتصفيق حاد متواصل.
و مع ذلك ظل دينج خارج دائرة السلطة المركزية للحزب، وإن استرد منصبه كنائب للرئيس. وعلى مدى عامين قدم عوناً كبيراً في وضع برنامج عملي للإصلاح أدى تطبيقه إلى دفع الصين نحو نمو اقتصادي سريع، ولكن في أوائل عام 1976 أعلنت جيانج كينج - زوجة ماو - وجماعتها المتطرفة التي عرفت باسم (عصبة الأربعة) أعلنت اتهامها لدنج بأنه حرض على تنظيم مظاهرات جماعية عدائية؛ فأسرع دينج مبتعدا إلى مدينة جوانجزهو .
في ذلك الوقت كان رجلا مريضا واهناً متردداً في قراراته ضعيف الثقة بزوجته وعُصبتها، يكاد يكون وحيداً تخلى عنه أنصاره والأقربون. إلا أن ماو رفض أن يطرد دينج من الحزب، واكتفى بالقول: 
. فأصبح الأمر علناً عند الجميع مرهونا ًبالانتظار حتى تحين ساعة موت ماو ، وعندها سيظهر من الأقوى والأقدر على اقتناص السلطة والسيطرة.
و من جانبه قال دينج : 
 ؛ لكنه فاز بالأحسن.
بعد موت ماو - في شهر سبتمبر لعام 1976 - بشهر واحد كانت جيانج وعصابة الأربعة في ظلمات المعتقل، وفي العام التالي عاد دينج إلى العاصمة للمرة الثالثة والأخيرة، وظل بها سيداً مطاعاً مهاباً إلى أن رحل عن الدنيا في سنة 1997 .
في قرية بيغانجكون مهبط رأس دينج ، نوع معمر من الصبار الشوكي إذا انبثقت أزهاره كل مائة سنة، تفائل أهل القرية وتوقعوا حظاً سعيداً مبهراً لواحد منهم. وفي عام 1979 أزهر الصبار بتلك القرية بعد طول انتظار !
و في تلك السنة كان دينج ابن تلك القرية يجلس في بيكين عرش إمبراطورية الصين، قابضاً على زمام السلطة العليا بيد من فولاذ، بعد أن أطاح بالماويين ومن كانوا يعدونه خليفة للزعيم الراحل.
عندئذ تحت سمع وبصر دينج - وفقاً لسياسته الجديدة - أصبح في مقدور ملايين الفلاحين الصينين أن يمتلكوا قطعاً صغيرة من الأراضي يزرعونها بحرية لحسابهم، وأن يبيعوا بحرية الفائض لديهم من المنتجات والمحاصيل، وأن يستثمروا أموالهم في المصانع والمعامل بقريتهم. وسرعان ما تغيرت الصورة في الريف والقرى ؛ حيث 80 % من سكان الصين يعيشون بها. لم تعد هناك مجاعة ولا شح في مواد الطعام، بل صار البعض يملك من المال ما يكفي لبناء بيت يسكنه ويتملكه، ويزوده بأحدث الأجهزة الكهربائية كالتفلزيون والثلاجة وغسالة الملابس الكهربائية.
و لقد أزهر الربيع على مدينة بيكين لعام 1979 وألقى ظلاله على حطام القفزة الاقتصادية الكبرى ودمار الثورة الثقافية، ولمعت أضواءه في عيون مئات آلالاف من المنشقين السابقين الذين اكتووا بنيران المعتقلات والسجون.
في عام 1982 كانت الإصلاحات الاقتصادية تنضج ثمارها في جنبات المدن الكبرى، وفي الوقت نفسه كان أعضاء الحرس الماركسي القديم يسخرون بشده من ملوثات الأذهان والنفوس وينتقدون المراقص الشبابية والمساحيق النسائية وأدوات التزيين ومظاهر الترف تلك ؛ لكن دنج صبر وصمد وشبه هؤلاء بالذباب الذي يتسلل عبر النافذة المفتوحة على الهواء المطلق.
و لكن في أواخر الثمانينيات تداعت نتائج التحرر الاقتصادي المحدود تحت ضغوط الحنين إلى التداعيات السياسية ومتطلباتها البراقة وطموحاتها نحو التغيير المستمر ولو كان غير مأمون العواقب ؛ فكانت القلاقل العمالية ومظاهرات الطلاب الشهيرة في ميدان تيانانمن المنادين بالحرية، مما ضايق دينج وأوقعه في حيرة، فترك لرئيس الحزب هو-ياوبانج تنفيذ الإصلاحات السياسية، وتنازل دينج عن كل الألقاب التي كان يحملها، واحتفظ فقط بلقب رئيس اتحاد البريدج الصيني.
و تخلى في عام 1989 عن موقعه الخطير الدقيق: رئيس اللجنة العسكرية المركزية ، ومع ذلك عندما زار الصين بعد فترة الرئيس السوفييتي ميخائيل جورباتشوف ، صرح له رئيس الوزراء زهاو زيانج بأن جميع القرارات الكبرى التي يصدرها المكتب السياسي للحزب لا يتم إعلانها إلا بعد موافقة دينج عليها.
فجأة جاء الرخاء، وتسلل معه الفساد وباء ! حيث أقبلت الدخول الكبيرة وتولد منها معدلات تضخم اقتصادي عالية، ومعاناة المستويات الفقيرة، وأطلت أشباح الرشوة والعمولة والسمسرة وسرقة المال العام، وإن كانت في نطاق ضيق وليست على شكل وباء كما في دول كثيرة شرقاً وغرباً، شمالاً وجنوباً ؛ فالأحكام والعقوبات على هذه الجرائم سريعة وصارمة وقد تصل إلى الإعدام ؛ حيث أن الذي ينفذ فيه حكم الإعدام تدفع أسرته تكاليف التنفيذ !
و في أبريل سنة 1989 تطلعت النفوس إلى رغائب ومطالب بعد حرمان وكبت طويل مرير، فتجمع آلاف الطلاب في ساحة تيانانمن بالعاصمة الصينية، واعتصموا بها مطالبين بمزيد من الاصلاحات والتغيير والحريات ؛ ولم يهدأ صياحهم يوماً كاملاً وليلة، ولم ينم دينج في تلك الليلة ؛ فاستدعى الجيش لكي يكتسح الساحة، وقد جعلها للعسكريين مباحة. فوقعت مصادمات شرسة وضحايا، وتناثرت أشلاء كثيرة ودماء، ثم خلت الساحة إلا من عشرات الدبابات ومئات العسكريين، وساد الصمت.
لكن أصواتاً أخرى ارتفعت من صفوف المعارضيين والمنافسين لدينج ، مستغلة فرصة إضراب الطلاب ، لكي تنتقد سياسته في الإصلاح ، وتسفه آرائه في تطور البلاد ، وميله نحو الأساليب الغربية الضالة المضلة ، فآثر دينج الصمت ؛ لكنه كان الهدوء الذي يسبق العاصفة. فلما ألزم نفسه الانتظار والترقب والتأهب للانطلاق ، ظن الناقمون عليه وعلى سياساته أنهم غلبوا وأحرزوا انتصاراً لمآربهم.
و في فبراير سنة 1992 واتته الفرصة المناسبة للهجوم ؛ فقد أدرك أن مشاعر الغالبية من الجماهير مستاءة من انتقادات المحافظين المتشددين المعارضين لسياسته الإصلاحية والاقتصادية ، فخرج من عزلته إلى الناس موجهاً شانئيه بصراحة وصرامة وقوة ، ثم استخدم في الإقناع وسيلة عملية بسيطة ؛ فاصطحب كبار المسؤولين في الدولة إلى جولة بالمدن التي أحسنت تطبيق سياسته  وبرامجه للإصلاح والإنماء والتحديث ، فأبهرهم وأبهرت منافسيه ما أطلعهم عليه من ازدهار وتطور اقتصادي متسارع.
كان دينج متقدماً في السن متقارباً من الصمم الكامل ؛ لكن لسانه ظل منطلقاً يدعو كل الصينين إلى اقتناص الفرصة الذهبية التي أتاحها لكي يمضوا سراعاً نحو مستقبل أرغد وأفضل بلا خوف أو تردد ، وعلى نهج السوق المفتوحة أو السوق المتحررة ؛ فكانت النتيجة هي تفجر الطاقات البشرية  الساعية نحو التحسين ، ونمو نسبي مطرد في الاقتصاد ، واقتناع متزايد بآرائه ، وعلو قدره بين الملايين ؛ مئات الملايين من الصينين ومئات ملايين غيرهم خارج الصين أولئك الذين توقعوا لها دوراً قيادياً بارزاً رائداً في القرن الحادي والعشرين.
ثم كانت آخر كلماته وكأنها بلسان حكيم صيني قديم: 
 ؛ وكان يعني بذلك أنهم عرضة للصواب وللخطأ ، فما كان من خطأهم يصحح أو يترك ،  وما أصابوا فيه فإنه يصان ويتبع.
و بينما رقد ماو تسي دونج محنطاً في مقبرته الضخمة المطلة على ميدان تيانانمن في قلب العاصمة الصينية ، إذا بيدنج شياو بينج العجوز يوصي بأن تنتزع عيناه بعد وفاته وتسلما لدارسي الطب ، وأن يحرق جسده ثم ينثر رماده فوق مياه البحر ، ولا يقام له نصب أو تمثال أو ضريح.
و ارتضى لنفسه أن يعيش ما تبقى له من أيام في بيت خارج العاصمة شبيه بالمخزن الحكومي الكالح ، واسمه يغني عن وصفه (ميليانجلو) ومعناه مخزن حبوب الأرز.
و أخيراً هناك ، وجد الإمبراطور الغير متوج متسعاً من الوقت للإستمتاع بدفء الأسرة ، ولعب لعبته المفضلة منذ صغره - البريدج - ، والتفكير الهاديء في معنى الحياة.
و إلى الشرق على مقربة من مسكنه، ربما تراءت أشباح لآخر أباطرة أسرة مينج الذي شنق نفسه فوق تل كوال القريب ، ومن الساحة غير البعيدة التي فيها أطلق الرصاص على الطلاب المتظاهرين في عام 1919 احتجاجاً على الظلم والفساد الحكومي ومساويء الاستعماريين الدخلاء ، فسقط من هؤلاء الطلاب الشباب عشرات القتلى ومئات الجرحى خلال ساعات.
و قد تختلط أشباح هؤلاء وهؤلاء بخيالات ملايين الهالكين جياعاً نتيجة أخطاء ماو في تطوير الزراعة والإنتاج ؛ ولربما طاقت حول مسكن دينج روح هذا العدو الصديق فكل منهما كان رجلا بشراً وليس من الآلهة.

## وصلات خارجية
- دينج شياو بينج على موقع IMDb (الإنجليزية)
- دينج شياو بينج على موقع الموسوعة البريطانية (الإنجليزية)
- دينج شياو بينج على موقع مونزينجر (الألمانية)
- دينج شياو بينج على موقع إن إن دي بي (الإنجليزية)
- دينج شياو بينج على موقع قاعدة بيانات الفيلم (الإنجليزية)